# 佐藤雅彦 (メディアクリエーター)
佐藤 雅彦（さとう まさひこ、1954年3月28日 - ）は、日本のクリエイティブディレクター、映像作家。東京芸術大学名誉教授。東京ADC会員。
広告会社に勤務し、CMプランナーとしてヒット作多数。独立後は多様なメディアで話題作を生んでいる。著書に『プチ哲学』（2000年）、『毎月新聞』（2003年）、『子供の仕事』（2005年）、『考えの整頓』（2011年）などがある。

## プロフィール
静岡県沼津市（旧戸田村）出身。静岡県立沼津東高等学校、東京大学教育学部教育学科卒業。東大では算数・数学教育を専攻。
1977年、電通に入社しセールスプロモーション局に配属される。1987年にクリエーター選抜試験（いわゆる転局試験）に合格し、第4クリエーティブディレクション局に異動。CMプランナーとして湖池屋の『スコーン』、『ポリンキー』、『ドンタコス』や、NECの『バザールでござーる』など、様々なヒットCMやテレビ番組のコーナー企画などを手がける。テレビCMから派生するクロスメディアするキャラクターのマーチャンダイジングにおいても時代を先取りしており、一連の手掛けたグッズのコレクターも多い。
電通退社後は独立し、企画会社「TOPICS」を設立。広告以外の表現を始める（PlayStationソフト『I.Q インテリジェントキューブ』など）。特にNHK教育『おかあさんといっしょ』で放送された、作詞・プロデュースをつとめた『だんご3兄弟』は社会現象になるほど爆発的な人気を誇った。また1995年、NHKがロゴを変更した際CIキャンペーンも手がけている（ロゴ自体は佐藤の案ではなく、アートディレクターの中谷日出による）。
1999年より慶應義塾大学環境情報学部教授。2006年より東京芸術大学大学院映像研究科教授。2021年より東京芸術大学名誉教授。
「慶應義塾大学 佐藤雅彦研究室」の活動として、NHK教育『ピタゴラスイッチ』などの監修に携わっている。栗原正己は『ドンタコス』や『ピタゴラスイッチ』の楽曲を担当するなど関わりが深い。
2025年4月、自らの出身地である沼津市戸田にある旧伊豆戸田荘跡地に自身の作品を展示する「富士山と海を見ながら考えるミュージアム」を建設する構想を明らかにした。

## 主な企画作品

### CM
- 大日本印刷「DNPenguin」
- 小学館「小学一年生」
- サントリー「モルツ」「ピコー」
- ネッスル日本（現・ネスレ日本）「ミロ」競泳編、卓球編（ソウル五輪キャンペーンCM）
- 湖池屋「ドンタコス」「ポリンキー」「スコーン」「ジャガッツ」「トップル」「チビノワ」「のり塩」
- フジテレビ「哲学」[3]「ルール」「ホント」「サービス」[4]「それ、世の中動かしてますか」[5]
- NEC「バザールでござーる」「文豪MINI」
- トヨタ「カローラII」「カローラスパシオ」
- JR東日本「もっともっと!」「白銀は招くよ」「ジャンジャカジャーン」（小泉今日子が出演）
- 住友銀行「くまのバンクー」
- 東洋水産「マルちゃん ホットヌードル」シリーズ
- ジョンソン「ガラス＆ホーム」

### 新聞広告
- カルピス 「ペチカ」[6][7]

### テレビ
- おかあさんといっしょ（NHK教育）『だんご3兄弟』『だんご3兄弟あっという間劇場』『やくめをおえてこのたび自由になりました団』
- ピタゴラスイッチ（NHK教育）
- ポンキッキーズ（フジテレビ系）『爆チュー問題』（さ大臣名義）
- 空飛ぶ！爆チュー問題（フジテレビ721）（さ大臣名義）
- Eテレ0655&2355（NHK教育）
- 考えるカラス〜科学の考え方〜（NHK教育）
- テキシコー（NHK教育）
- ぎりぎりをせめるので続くだけやります法律お笑い（フジテレビ）（さ大臣名義）

### ゲーム
- I.Q インテリジェントキューブ（PlayStation用ソフト、ソニー・コンピュータエンタテインメント）[8]
- I.Q FINAL（同上）
- I.Q mania（PlayStation Portable用ソフト、ソニー・コンピュータエンタテインメント）
- INFLUENCE（PlayStation Portable用ソフト、ソニー・コンピュータエンタテインメント）
- Pavlov（iOS用ソフト、EUPHRATES）

### CD
- バザール3兄弟音頭（歌：財津一郎）
- カローラIIにのって（歌：小沢健二）
- だんご3兄弟（歌：速水けんたろう、茂森あゆみ、ひまわりキッズ、だんご合唱団　販売元：ポニーキャニオン）NHK『おかあさんといっしょ』
- でたらめな歌（歌：爆チュー問題）
- NHKピタゴラスイッチ アルゴリズムたいそう&こうしん（歌：いつもここから　販売元：ワーナーミュージック・ジャパン）
- テトペッテンソン（歌：井上順）NHK『みんなのうた』

### 映画
- kino（監督・脚本）

- 八芳園（大原崇嘉、関友太郎、豊田真之、平瀬謙太朗と共同監督）（英題・Happo-en）2014年[9]
- 父 帰る（大原崇嘉、関友太郎、豊田真之、平瀬謙太朗と共同監督）（英題・Father Returns）2016年[10][9]
- どちらを（川村元気、関友太郎、豊田真之、平瀬謙太朗と共同監督）（英題・Duality）2018年[9][11][12]
- 散髪（関友太郎、平瀬謙太朗と共同監督）（英題・SANPATSU）2021年
- 宮松と山下（関友太郎、平瀬謙太朗と共同監督） 2022年

### 映像
- 日常にひそむ数理曲線（ベネッセ教育研究開発センター、慶應義塾大学佐藤雅彦研究室）
- ご協力願えますか（LINE NEWS、東京藝術大学佐藤雅彦研究室）[13]

### アート
- 計算の庭（森美術館 六本木クロッシング2007[14] : 未来への脈動、ICC オープン・スペース2008[15]／Euclid（佐藤雅彦＋桐山孝司）[16]）
- 指紋の池（2010年制作／ICC オープン・スペース2014[17]／Euclid（佐藤雅彦＋桐山孝司））

### 展示
- 「佐藤雅彦研究室展　課題とその解答」慶應義塾大学佐藤雅彦研究室（銀座グラフィックギャラリー, 2005年8月4日～8月29日）
- 「勝手に広告」（銀座グラフィックギャラリー, 2006年10月5日～10月28日, 中村至男と共同）
- 「ICCキッズ・プログラム 2008「君の身体を変換してみよ」展」東京芸術大学佐藤雅彦研究室（NTT/ICC）
- 佐藤雅彦ディレクション「"これも自分と認めざるをえない"展」（21_21 DESIGN SIGHT, 2010）
- 「指を置く」展 佐藤雅彦＋齋藤達也（ギンザ・グラフィック・ギャラリー 及び dddギャラリー, 2014）

## 受賞歴
- 第35回 朝日広告賞 入賞[7]
- 第36回 朝日広告賞 最高賞[7]
- 東京ADC
- TCC 最高新人賞
- TCC 審査委員長賞
- CESA大賞
- クリエイター・オブ・ザ・イヤー
- 新聞広告賞グランプリ
- 東京タイプディレクターズクラブ賞
- デジタルコンテンツ協会 モバイル賞
- 日本レコード大賞 特別賞
- ゴールデン・アロー賞
- 日本ゴールドディスク大賞
- グッドデザイン賞
- 毎日デザイン賞
- ACC賞
- 原弘賞
- スロバキア・ドナウ賞
- 日本賞総務大臣賞
- プリジュネス2004 最優秀賞
- ニューヨークADC賞 金賞
- 芸術選奨文部科学大臣賞 メディア芸術部門[18]
- 紫綬褒章（2013年）[19]
- 共同監督作、短編映画『八芳園』（英題・Happo-en）が第67回カンヌ国際映画祭 短編コンペティション部門に正式招待
- 共同監督作、短編映画『どちらを』（英題・Duality）が第71回カンヌ国際映画祭 短編コンペティション部門に正式招待[11]
- 共同監督作、短編映画『散髪』（英題・SANPATSU）が第44回クレルモン・フェラン短編映画祭 国際コンペティション部門に正式招待
- 共同監督作、映画『宮松と山下』が第70回サンセバスチャン国際映画祭 New Directors 部門に正式招待

## 主な著書

### 著書
- 『クリック―佐藤雅彦 超・短編集』（講談社 ISBN 978-4062089609 1998年3月）
- 『プチ哲学』（マガジンハウス ISBN 978-4838712267 2000年6月）のち文庫
- 『キノの本 ビデオ付き テキストブック』（マドラ出版 ISBN 978-4944079162 2000年9月）
- 『ねっとのおやつ』（マガジンハウス ISBN 978-4838713509 2002年7月）
文庫版タイトル『四国はどこまで入れ替え可能か』（新潮社 ISBN 978-4101233413 2005年10月）。
CDROM版(マガジンハウス ISBN 978-4838713516 2002年7月)。

- 『毎月新聞』（毎日新聞社 ISBN 978-4620316185 2003年3月）
- 『砂浜』(紀伊國屋書店 ISBN 978-4314009638 2004年7月)

- 『トゥーチカと飴』（紀伊國屋書店 ISBN 978-4314009928 2005年8月）
- 『子供の仕事』（紀伊國屋書店 ISBN 978-4314009935 2005年8月）
- 『Fが通過します』（マガジンハウス ISBN 978-4838790098 2006年8月）
- 『考えの整頓』（暮しの手帖社 ISBN 978-4766001716 2011年1月）
- 『新しい分かり方』（中央公論新社 ISBN 978-4120050084 2017年9月）

✳︎ 『考えの整頓　ベンチの足』（暮しの手帖社 ISBN 978-4766002218 2021年3月）

### 作品集
- 『佐藤雅彦全仕事』（マドラ出版 ISBN 978-4944079070 1996年6月）
- 『佐藤雅彦』（ギンザグラフィックギャラリー ISBN 978-4887523494 2005年8月）佐藤雅彦、古別府泰子、内野真澄編集。

### 共著
- 『バザールでござーるの小冒険』（東京書籍 ISBN 978-4487753772 1994年8月）佐藤雅彦、内野真澄、水口克夫著。
- 『バザールでござーるのバナナ裁判』（東京書籍 ISBN 978-4487754359 1995年10月）佐藤雅彦、内野真澄、水口克夫著。
- 『だんご3兄弟のえほん―NHKおかあさんといっしょ』（日本放送出版協会 ISBN 978-4144071188 1995年5月）佐藤雅彦、内野真澄著。
- 『だんご3兄弟ぱたぱたえほん』（日本放送出版協会 ISBN 978-4140360774 1999年6月）佐藤雅彦、内野真澄著。
- 『だんご3兄弟シールえほん』（日本放送出版協会 ISBN 978-4063272420 1999年7月）佐藤雅彦、内野真澄著。
- 『だんご3兄弟 あっという間劇場』（日本放送出版協会 ISBN 978-4140360798 1999年10月）佐藤雅彦、内野真澄著。
- 『経済ってそういうことだったのか会議』（日本経済新聞社 ISBN 978-4532148249 2000年4月）佐藤雅彦、竹中平蔵著。
- 『動け演算―16 flipbooks』（トランスアート ISBN 978-4924956773 2000年4月）佐藤 雅彦、佐藤雅彦研究室、沢水潤著。
- 『だんご3兄弟あっという間劇場8本勝負―NHKおかあさんといっしょ』（日本放送出版協会 ISBN 978-4144071218 2000年6月）佐藤雅彦、内野真澄著。
- 『だんご3兄弟あっという間劇場（ごっつぁんです!）』（日本放送出版協会 ISBN 978-4144071225 2001年1月）佐藤雅彦、内野真澄著。
- 『だんご3兄弟あっという間劇場（出前3丁!）』（日本放送出版協会 ISBN 978-4144071232 2001年4月）佐藤雅彦、内野真澄著。
- 『NHKピタゴラスイッチアルゴリズムたいそう―おまけおとうさんスイッチ』（日本放送出版協会 ISBN 978-4144071263 2003年2月）佐藤雅彦、内野真澄、いつもここから著。
- 『任意の点P』（美術出版社 ISBN 978-4568502565 2003年4月）佐藤雅彦、慶應義塾大学佐藤雅彦研究室著。
- 『日本のスイッチ』（毎日新聞社 ISBN 978-4620316765 2004年3月）佐藤雅彦、慶應義塾大学佐藤雅彦研究室著。
- 『イメージの読み書き』（美術出版社 ISBN 978-4568502787 2005年8月）佐藤雅彦、慶應義塾大学佐藤雅彦研究室著。
- 『勝手に広告』（マガジンハウス ISBN 978-4838716913 2006年9月）佐藤雅彦、中村至男著。
- 『ぴったりはまるの本』（ポプラ社 ISBN 978-4591094709 2006年10月）佐藤雅彦、ユーフラテス著。
- 『やまだ眼』（毎日新聞社 ISBN 978-4620317946  2007年2月）佐藤雅彦、山田一成（いつもここから）著。
- 『差分』（美術出版社 ISBN 978-4568503654  2009年3月）佐藤雅彦、菅俊一、石川将也著。
- 『もぐらバス』（偕成社 ISBN 978-4033318103  2010年4月）佐藤雅彦、内野真澄著。
- 『属性』（求龍堂 ISBN 978-4763010292  2010年9月）佐藤雅彦、中島英樹著。
- 『中を そうぞうしてみよ』（福音館書店 ISBN 978-4834026979 2012年3月）佐藤雅彦、ユーフラテス著。
- 『指を置く』（美術出版社 ISBN 978-4568505603 2014年10月）佐藤雅彦、齋藤達也。
- 『このあいだに なにがあった?』 (福音館書店 ISBN 978-4834083361 2017年5月)
- 『行動経済学まんが ヘンテコノミクス』（マガジンハウス ISBN 978-4838729722 2017年11月）佐藤雅彦、菅俊一。

### 対談など
- 『広告批評　1994年9月号　特集／東大ってなに？』（小沢健二との対談を収録。／マドラ社／1994）
- 『生の科学、死の哲学―養老孟司対談集』（養老孟司／清流出版／2004）ISBN 978-4860290894
- 『理系に学ぶ。』（川村元気／ダイヤモンド社／2016）ISBN 978-4478068885
- 『あの人に会いに 穂村弘対談集』（穂村弘／毎日新聞出版／2019）ISBN 978-4620325484